# Galinthias meruensis
Galinthias meruensis är en bönsyrseart som beskrevs av Sjöstedt 1909. Galinthias meruensis ingår i släktet Galinthias och familjen Hymenopodidae. Inga underarter finns listade i Catalogue of Life.